# Epiprocta
Epiprocta Lohmann, 1996 è un sottordine di insetti dell'ordine Odonata.

## Tassonomia
Tale raggruppamento è stato convalidato da uno studio filogenetico del 2003 che individuava Anisozygoptera come un raggruppamento parafiletico; secondo tale studio le specie presenti nel raggruppamento Anisozygoptera andrebbero classificate nell'infraordine Epiophlebioptera da accorpare, assieme agli Anisoptera (anch'essi declassati al rango di infraordine), nel sottordine Epiprocta:
- sottordine Epiprocta :
  - infraordine Anisoptera
  - infraordine Epiophlebioptera - di cui fanno parte due sole specie viventi, Epiophlebia superstes ed Epiophlebia laidlawi (Epiophlebiidae), attribuite dalla classificazione tradizionale al sottordine Anisozygoptera.

Tale orientamento non viene tuttavia accettato dai compilatori della World Odonata List, che continuano a ritenere valida la suddivisione tradizionale in tre sottordini.